# Tanjung Pauh (Payakumbuh Barat)
Tanjung Pauh is een bestuurslaag in het regentschap Payakumbuh van de provincie West-Sumatra, Indonesië. Tanjung Pauh telt 2796 inwoners (volkstelling 2010).